# Wołodymyr Jurczenko
Wołodymyr Eduardowycz Jurczenko (ukr. Володимир Едуардович Юрченко, ros. Владимир Эдуардович Юрченко, ur. 22 stycznia 1962) – były radziecki i ukraiński piłkarz występujący na pozycji środkowego pomocnika lub napastnika.

## Kariera klubowa
Wołodymyr Jurczenko rozpoczynał seniorską karierę w Zarii Woroszyłowgrad. W barwach tego klubu występował przez 5 sezonów na poziomie Pierwajej Ligi ZSRR w międzyczasie zaliczając półroczny epizod w Dinamo-D Kijów (radziecka liga dublerów). Po spadku Zarii w sezonie 1984 do III ligi przeniósł się on na dwa lata do SKA Kijów, dla którego w 47 meczach zdobył 26 bramek. W 1987 roku został on piłkarzem Szachtiora Donieck, dla którego przez cztery sezony rozegrał 53 spotkania w Wysszajej Lidze.
Po rozpadzie Związku Radzieckiego Szachtar dołączył do rozgrywek ukraińskiej Premier-ligi. Jurczenko opuścił klub i przeniósł się do II-ligowej Stali Stalowa Wola, z którą po pół roku awansował do I ligi. W sezonie 1991/1992 rozegrał on 11 spotkań i zdobył 1 bramkę, będąc wówczas jednym z pierwszych obcokrajowców w historii Ekstraklasy. Na koniec sezonu Stal zajęła 16. lokatę oznaczającą degradację do niższej klasy rozgrywkowej.
W połowie 1992 roku podpisał on kontrakt z Hetmanem Zamość, w którym spędził dwa sezony na poziomie II ligi, stając się jednym z trzech najskuteczniejszych obcokrajowców w historii klubu. W sezonie 1994/1995 przeniósł się on do Avii Świdnik, uznawanej za lokalnego rywala Hetmana. Klub prowadził wówczas ukraiński szkoleniowiec Petro Kuszłyk.
W 1995 Jurczenko powrócił na Ukrainę, gdzie został graczem Krystału Czortków (Persza liha). W tym samym roku barwach tego klubu zakończył karierę zawodniczą.